# Rierada de Cambrils del 1994
La Rierada de Cambrils del 1994 va ser un desbordament de la riera d'Alforja en el seu pas per Cambrils, el 10 d'octubre del 1994 en el curs d'uns aiguats que van afectar especialment el Camp de Tarragona. El pont que creua la desembocadura va quedar tallat per ambdós costats, ja que l'aigua es va emportar un tros d'asfalt i havia causat la solsida de part del terreny. La rierada provocà una víctima mortal, Pere Torres Esteller.

## El creixement de la riera
D'un quart de 10 a un quart de 12 la riera d'Alforja va tenir el seu cabal hidràulic màxim i en conseqüència les carreteres laterals es van inundar. L'aigua va començar a passar pel damunt de les passarel·les de vianants, que es van ensorrar, i també va arribar al nivell dels diversos ponts, que van quedar sense baranes.
Al nucli antic de Cambrils i alguns carrers propers a la riera es van inundar, com el Carrer Immolats del Setge, el Carrer Hospital i el Carrer Sant Plàcid. La zona de l'Eixample també es va inundar parcialment, sobretot els carrers Santa Joaquima de Vedruna i Àngel Guimerà. A la zona del port, la Rambla Jaume I i tots els carrers que van cap al port fins a la plaça Aragó també es van inundar.
A dos quarts de dotze del migdia el nivell de les aigües va començar a baixar. Els bombers van ajudar a diverses persones que havien quedat atrapades entre els corrents de l'aigua.

## Conseqüències

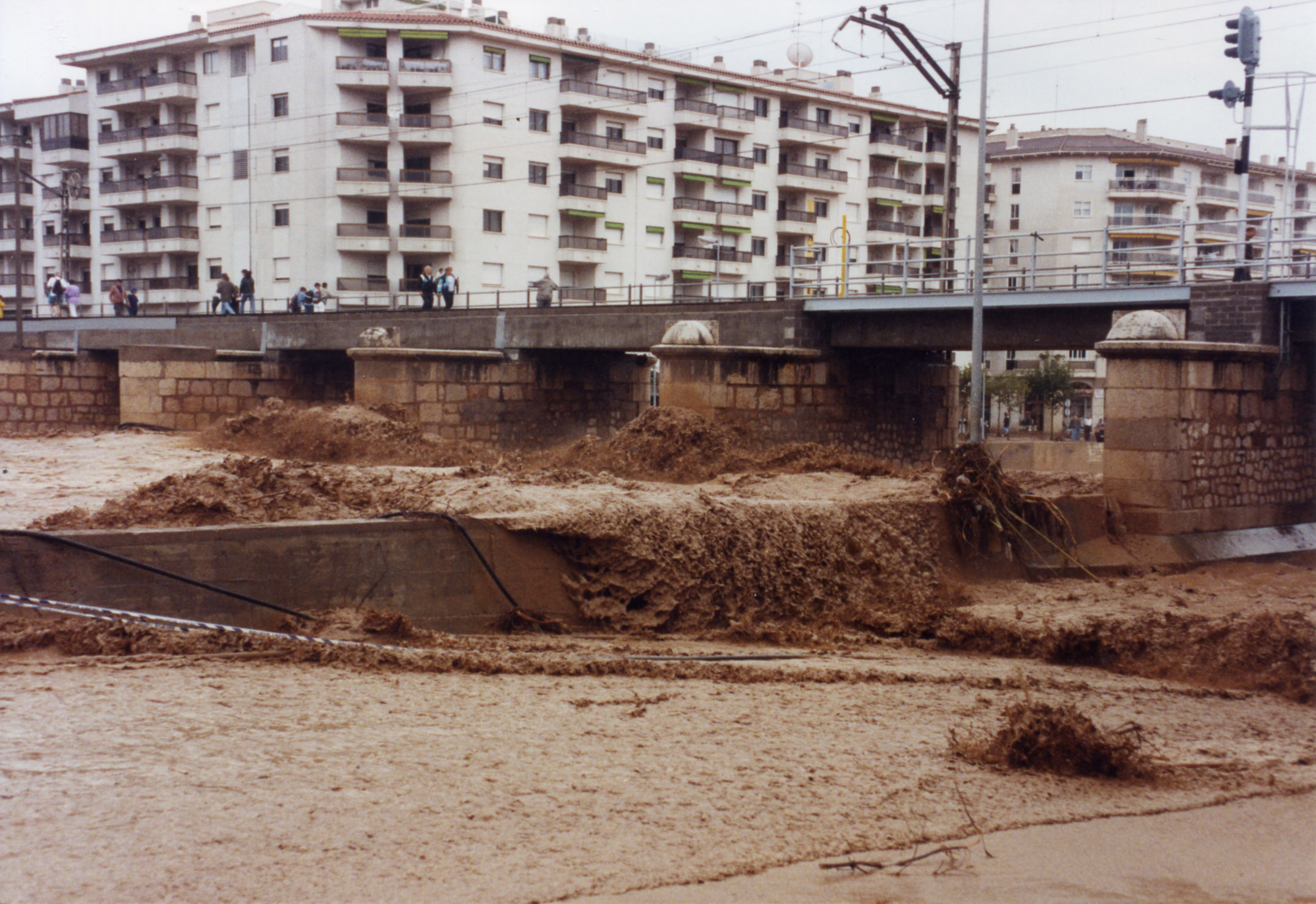
Riera d'Alforja desbordada al municipi de Cambrils per l'Aiguat del 10 d'octubre de 1994.

Es van produir també inundacions de cases i locals comercials als carrers afectats i uns quants pàrquings van quedar completament coberts d'aigua i fang, sepultant els vehicles que hi havia estacionats. Els carrers van quedar plens de runa i de fang; en concret el carrer Santa Joaquima de Vedruna es va veure molt afectat en el tram inicial proper a la riera, que va quedar inutilitzat durant uns dies i el pàrquing soterrani que s'hi troba va quedar ple fins al sostre d'aigua i fang. Molta runa va quedar surant al mar, a dintre i fora del port. La quantitat de sediments arrossegats per la rierada va formar un petit delta a la seva desembocadura. Així mateix la llera de la riera va patir nombrosos desperfectes: dos ponts ensorrats, parets rebentades, fileres d'arbres engolides i voreres solsides.
La riera de Maspujols també va baixar a l'ample i va provocar un ensorrament parcial al pont de la carretera que va cap a Salou i la destrossa de part de les instal·lacions del càmping Cambrils-platja.
A la tarda l'ajuntament va convocar un ple extraordinari en el que es van establir diverses mesures d'alerta per si es produïa una altra eventualitat i es va decidir, entre altres mesures, demanar la qualificació de zona catastròfica per a Cambrils. La primera valoració del danys els va xifrar en la quantitat de 500 milions de pessetes, ja que a més de la destrucció de part de la canalització de la riera i dels ponts que la creuaven es van produir desperfectes a la xarxa viària, les instal·lacions elèctriques, les conduccions d'aigua potable i del clavegueram. La canalització de la riera es va haver de reconstruir totalment i es va aprofitar per millorar-ne la cimentació dels murs de contenció del darrer tram i d'encimentar el darrer tram de la llera per evitar erosions.